# Porta casa senyorial (Castelló de Farfanya)
La Porta casa senyorial era una obra barroca de Castelló de Farfanya (Noguera) inclosa a l'Inventari del Patrimoni Arquitectònic de Catalunya.

## Descripció
Porta principal d'una casa senyorial, realitzada amb carreus de pedra amb una doble motllura; era del mateix tipus que les del Palau dels ducs d'Alba. Estava situada sota una porxada. El casal es troba molt malmès i reformat.

## Història
Corresponia a l'època en què la vila era sota el domini senyorial del llinatge Beaumont-Alba (1596-1835).